# Geeveston Fanny (manzana)
Geeveston Fanny es una variedad de manzana cultivar de manzano (Malus domestica). 
Un híbrido de manzana diploide que se originó como una plántula casual en "Geeveston", Tasmania, Australia, donde el árbol más antiguo conocido creció en el huerto de James Evans en 1880. Se desconocen los padres. Tienen carne de color blanco con pulpa crujiente con un sabor subácido y aromático.

## Sinonimia
- "Susan's Pride".

## Historia
'Geeveston Fanny' es una variedad de manzana, que se originó como una plántula casual criada en "Geeveston" en "Huon Valley", Tasmania (Australia) en la década de 1880. Aparentemente, el árbol original fue uno de los seis vástagos importados por un comerciante en "Shipwright's Point" cerca de Huonville, Tasmania (Australia) y vendido a James Evans, quien los plantó en su huerto de 18 acres en 1870. Los seis prosperaron, pero uno de ellos se mantuvo longevo y se llamó 'Susan's Pride' en honor a su esposa. En 1908, vendió algunos vástagos de este árbol a William Ebenezer Ashlin, quien renombró la variedad en honor a su propia esposa, Fanny (de soltera Geeves), y dedicó cuatro acres de su huerto a la variedad, prosperando dando sus frutos. Aunque la variedad 'Geeveston Fanny' no se encuentra a menudo en la actualidad, fue una manzana comercial popular hasta la década de 1970, cuando las variedades más modernas de los supermercados la dejaron en un segundo plano.
'Geeveston Fanny' está cultivada en diversos bancos de germoplasma de cultivos vivos tales como en National Fruit Collection (Colección Nacional de Fruta) de Reino Unido con el número de accesión: 1952-034 y nombre de accesión: "Geeveston Fanny".

## Progenie
'Geeveston Fanny' tiene en su progenie como Desporte, a la nueva variedad de manzana:
- 'Red Geeveston Fanny'

## Características
'Geeveston Fanny' es un árbol de un vigor moderadamente vigoroso. Necesitan una buena exposición al sol y veranos largos. Aclareo de la fruta necesario para evitar la sobreproducción. Tiene un tiempo de floración que comienza a partir del 4 de mayo con el 10% de floración, para el 9 de mayo tiene una floración completa (80%), y para el 17 de mayo tiene un 90% caída de pétalos.
'Geeveston Fanny' tiene una talla de fruto de pequeño a medio dependiendo de la cantidad de raleo practicada; forma oblonga o amplia oblongo cónica; con nervaduras ausentes, y corona débil; epidermis tiende a ser dura suave con color de fondo es amarillo pálido, con un sobre color lavado rojo brillante que cubre la mayor parte de la superficie, mostrándose solo en las superficies sombreadas, las franjas rojas más oscuras están escasamente esparcidas por la cara, con rubor rojo y rayas en el rostro expuesto al sol, importancia del sobre color medio-alto, y patrón del sobre color rayado / jaspeado / sólido a ras, ruginoso-"russeting" (pardeamiento áspero superficial que presentan algunas variedades) bajo; cáliz es grande y abierto, asentado en una cuenca abierta y poco profunda con las paredes ligeramente arrugadas; pedúnculo es corto y robusto, colocado en una cavidad profunda en forma de embudo con ruginoso-"russeting"; carne de color blanca, textura crujiente, con sabor dulce y aromático.
Su tiempo de recogida de cosecha a finales de septiembre. Se mantiene bien hasta dos meses en cámara frigorífica. Necesita veranos largos para madurar.

## Usos
'Geeveston Fanny' es una variedad de manzana buena para comer en postre de mesa.

## Ploidismo
Diploide, auto estéril. Grupo de polinización: C Día de polinización: 9.

## Susceptibilidades
Presenta una alta resistencia a la sarna del manzano.